# Palestinska myndighetens vapen
Palestinska myndighetens vapen är det heraldiska vapen som används av Palestinska myndigheten. Vapnet består av en örn som på bröstet visar en vapensköld i svart, silver och rött. Förebild är en örn som tillskrivs Saladin, en stor militär och politisk ledare på 1100-talet.
Vapnet är utformat i en stil som nära ansluter till riksvapen för flera arabländer, sannolikt på grund av den palestinska myndighetens strävan att skapa en palestinsk stat.